# Sultan Hasanuddin

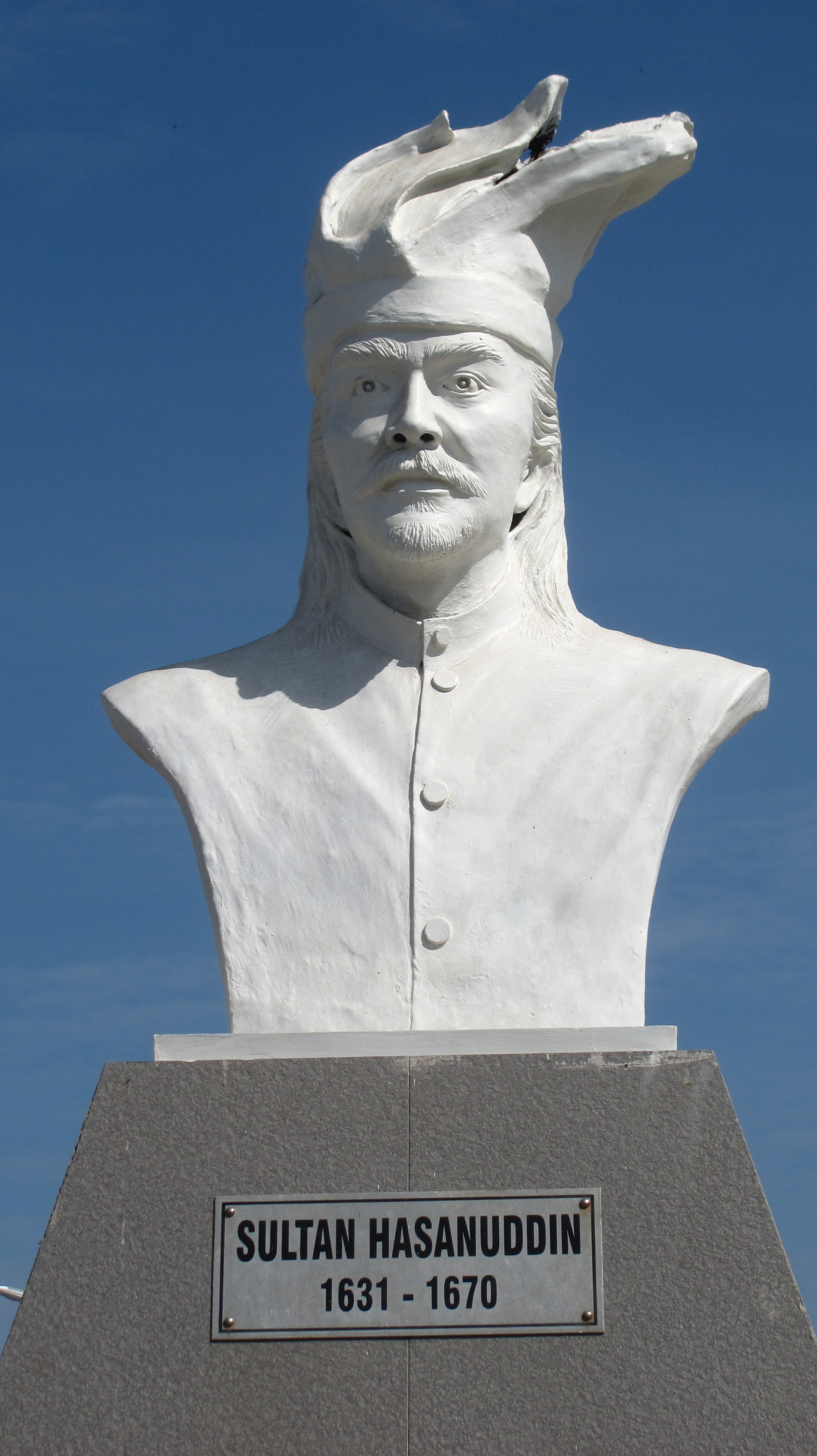
Denkmal Sultan Hasanuddins in Makassar am Pantai Losari

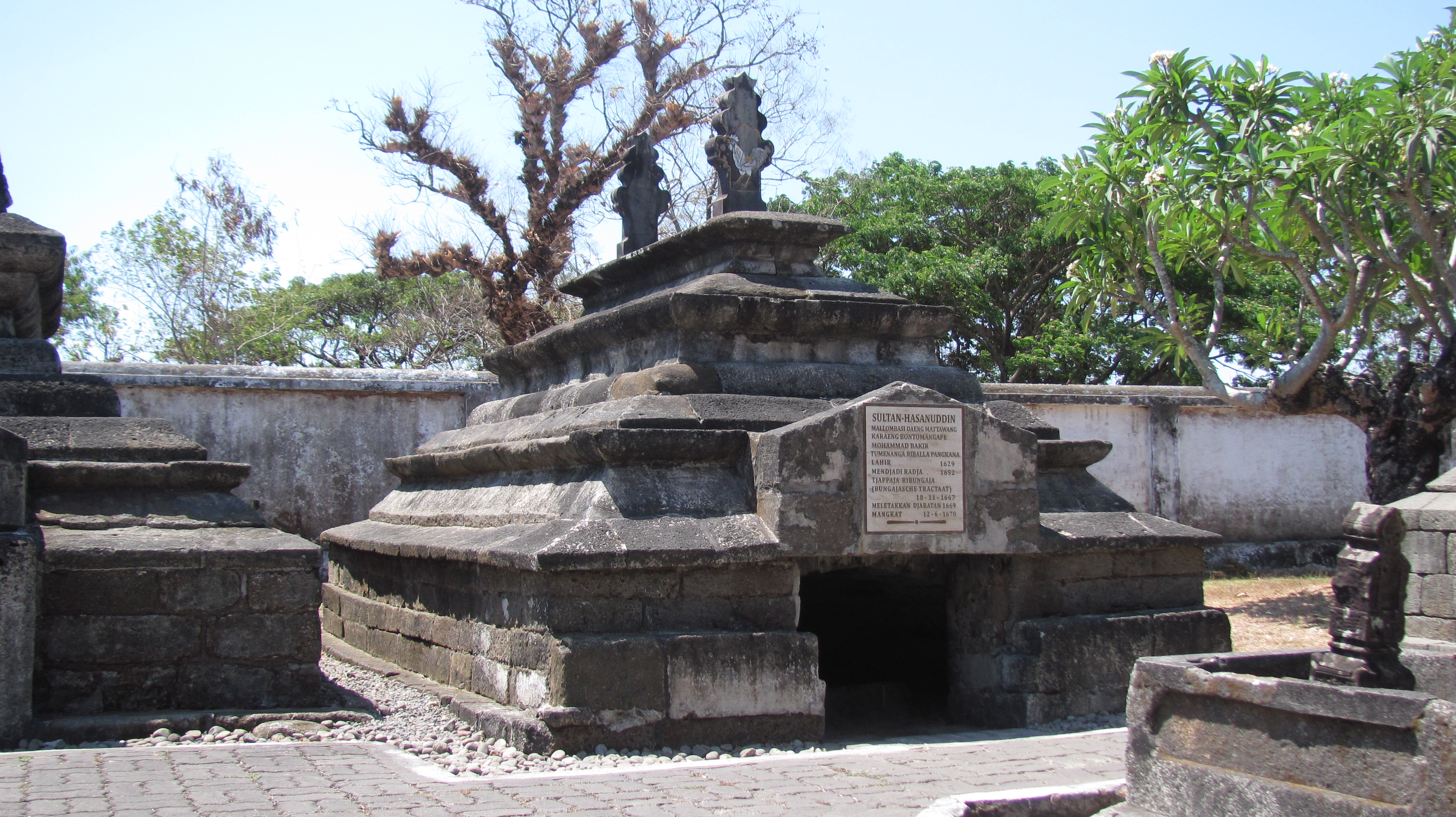
Grab Sultan Hasanuddins

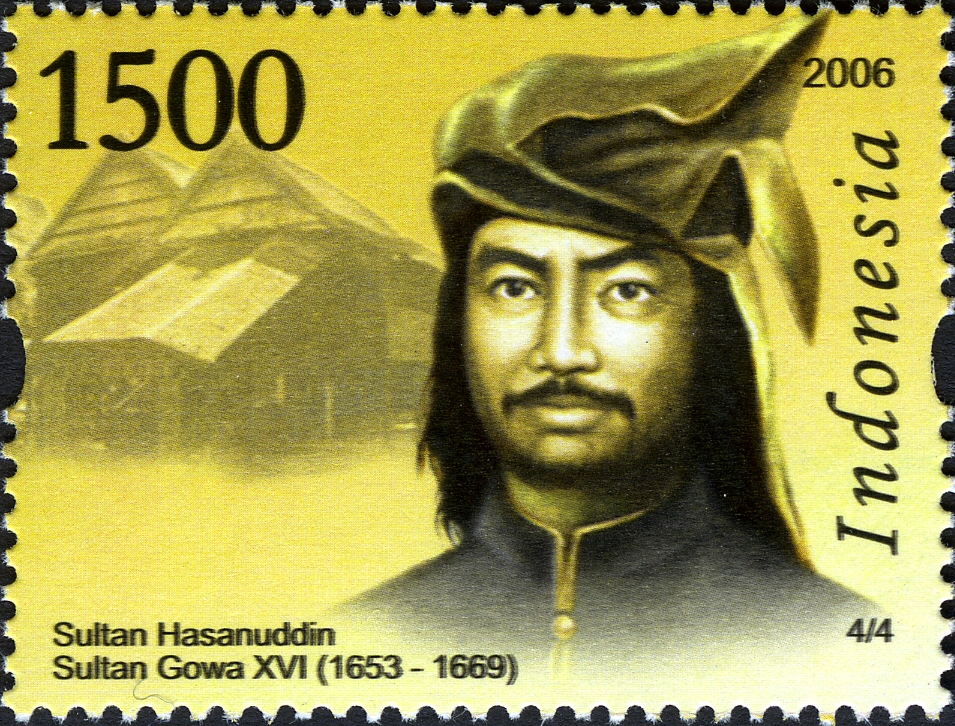

Sultan Hasanuddin (* 12. Januar 1631 in Gowa bzw. Makassar, Südsulawesi, Reich Gowa; † 12. Juni 1670 ebenda) war ein König von Gowa und gilt als indonesischer Nationalheld. Sein eigentlicher Name ist I Mallombasi Muhammad Bakir. Sein kompletter Name lautet: I Mallombasi Muhammad Bakir Daeng Mattawang Karaeng Bonto Mangepe „Sultan Hasanuddin“ Tumenanga Ri Balla Pangkana.
Als Erwachsener erhielt er den Beinamen Daeng Mattawang und wurde in einem Gebiet namens Bonto Mangepe zum 16. König Gowas ernannt (Karaeng Bonto Mangepe). Wie auch sein Vater, Sultan Malikussaid, bekam er bei der Ernennung als König einen islamischen Titel: „Sultan Hasanuddin“. Wegen seiner Tapferkeit wurde er De Haantjes van Het Oosten (Roosters des östlichen Kontinents) von Holländern genannt. Er verstarb ein Jahr nach seiner Abdankung als König von Gowa, zu der er von den Holländern gezwungen wurde, in seinem Amtshaus (Tumenanga Ri Balla Pangkana). Sultan Hasanuddin wurde in der königlichen Grabanlage Katangka, im heutigen Sungguminasa, beigesetzt. Am 16. November 1973 wurde er zum Nationalhelden erklärt. Noch heute wird sein Grabmal, das sich rund 12 km südlich des Zentrums von Makassar befindet, viel besucht. Nach ihm sind der internationale Flughafen von Makassar sowie zahlreiche Gebäude und Straßen benannt. An ihn erinnern ebenfalls viele Denkmäler im Süden Sulawesis, z. B. an der Küstenpromenade Pantai Losari in Makassar.